# Chiesa della Beata Vergine Addolorata (Taibon Agordino)
La chiesa della Beata Vergine Addolorata è la parrocchiale di Taibon Agordino, in provincia di Belluno e diocesi di Belluno-Feltre; fa parte della convergenza foraniale di Agordo-Livinallongo. 

## Storia

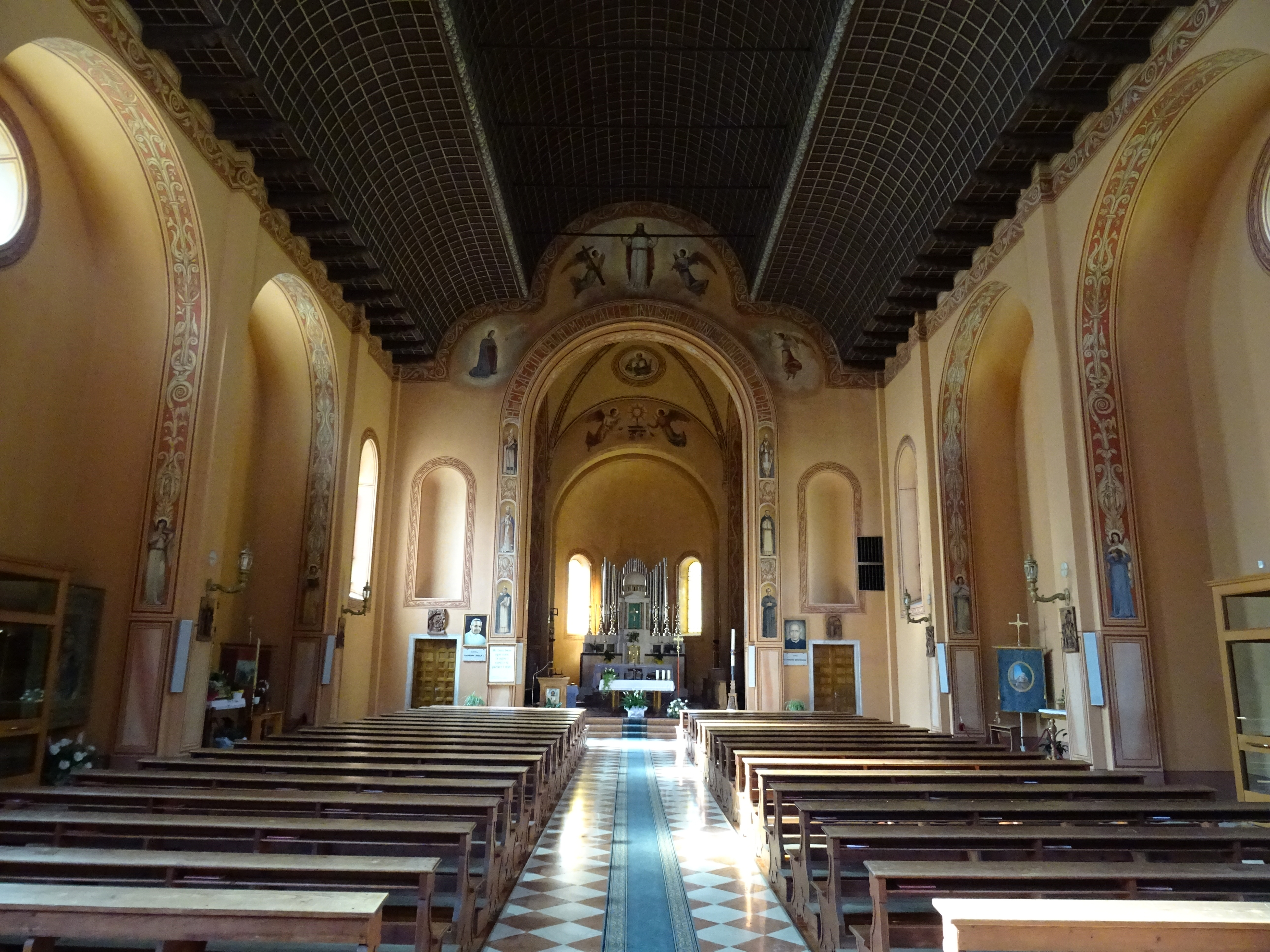
Interno

Nel 1876 il curato di Taibon don Alessandro De Mench propose di costruire in paese la nuova parrocchiale, che fosse di maggiori dimensioni in modo da poter ospitare comodamente tutti i fedeli, per i quali era ormai troppo angusta l'antica chiesa dei Santi Cornelio e Cipriano.
Incominciò così la raccolta dei fondi necessari per avviare i lavori e nel 1914 si pose la prima pietra su un terreno acquistato dalla parrocchia due anni prima; il progetto, redatto da Pietro Saccardo, fu poi modificato dal bellunese Adriano Barcelloni Corte. Durante la prima guerra mondiale la costruzione venne interrotta, per poi essere ripresa nel 1927; la chiesa fu aperta al culto il 15 febbraio 1943 e consacrata l'11 aprile 1946.

## Descrizione

### Esterno

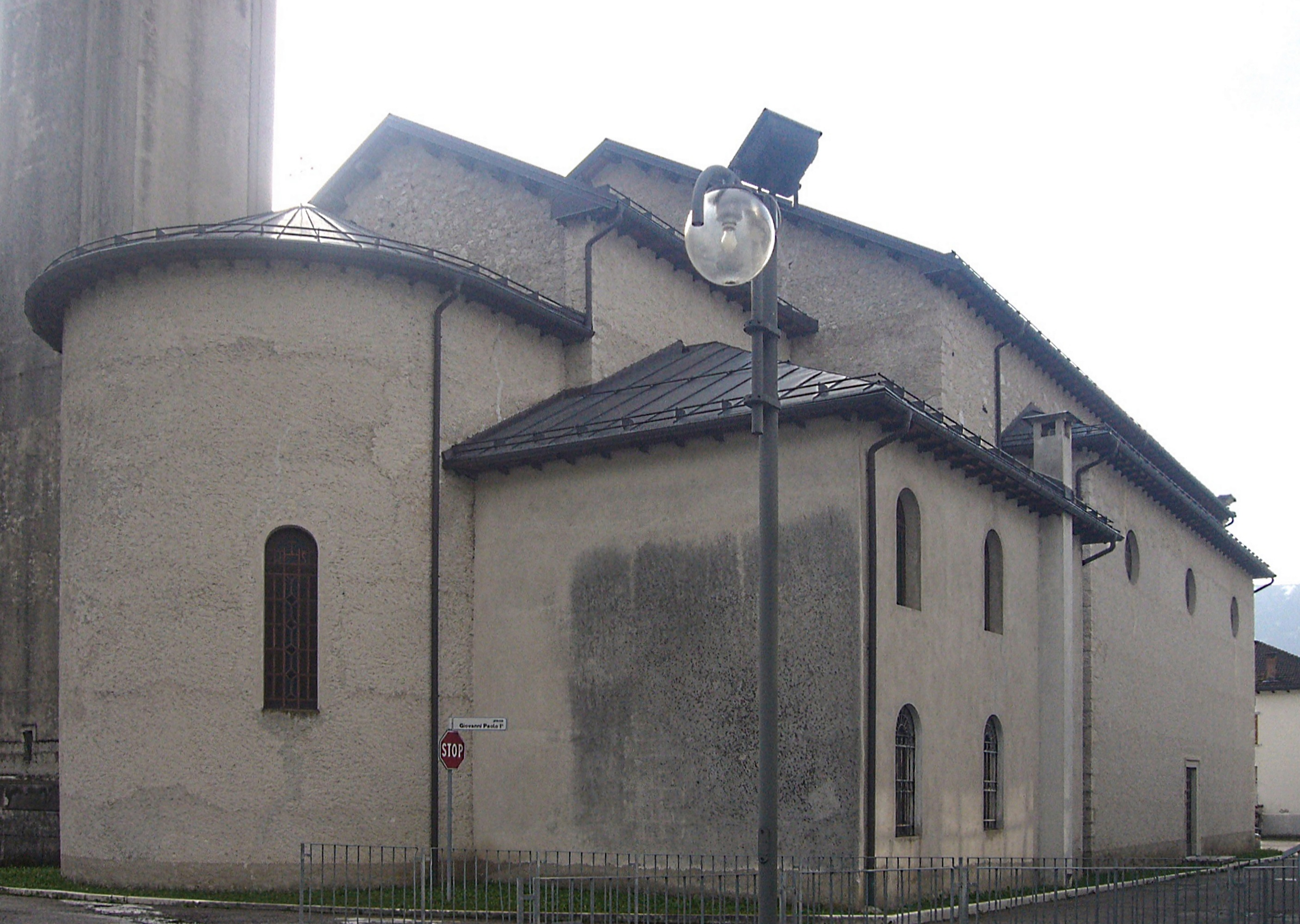
Il retro della chiesa

La facciata a salienti della chiesa, rivolta a sudest, è tripartita da paraste e presenta centralmente il portale d'ingresso, sormontato da una lunetta e da una ghimberga, e il rosone, mentre ai lati si aprono due finestre a tutto sesto e altrettanti oculi.
Annesso alla parrocchiale è il campanile a base quadrata, che misura un'altezza di 42 metri; la cella presenta su ogni lato una bifora ed è coronata dalla guglia piramidale.

### Interno
L'interno dell'edificio si compone di un'unica navata, sulla quale si affacciano le cappelle laterali, introdotte da archi a tutto sesto, e le cui pareti sono scandite da lesene; al termine dell'aula si sviluppa il presbiterio, rialzato di tre gradini, ospitante l'altare maggiore, coperto da volta a crociera e chiuso dall'abside di forma semicircolare.
Le opere di maggior pregio qui conservate sono dei dipinti eseguiti nel 1939 dal trevigiano Arturo Favaro.